# 小田翔夢
小田 翔夢（おだ しょうん、1998年10月2日 - ）は、日本のプロボクサー。沖縄県出身。第2代日本ライト級ユース王者。白井・具志堅スポーツジム所属。かつては琉球ボクシングジムに所属していた。

## 来歴
小学5年生からボクシングを始めて、U-15全国大会で優勝した。中学卒業後、南部農林高校に進学。
2016年5月15日、ネーブルカデナで行われた西部日本新人王戦にて池田知也とライト級4回戦を戦い、1回2分31秒TKO勝ちを収めデビュー戦を白星で飾った。
2016年12月23日、西日本ライト級新人王として、東軍代表石井龍輝を相手に4回38秒TKO勝ちを収めて全日本新人王を獲得した。なおこの勝利でJBCの発表した最新ランキングで初めてライト級日本ランク入りを果たす。
2018年1月、白井・具志堅スポーツジムに移籍。
2018年11月10日、後楽園ホールで行われた「DANGAN216」にて利川聖隆と日本ライト級ユース王座決定戦を行い、8回2-1（77-75、77-76、75-77）で判定勝ちを収め王座獲得に成功した。
2019年6月25日にJBCが作成した日本ランキングにて、小田のユース王座返上が確認された。

## 獲得タイトル
- 全日本ライト級新人王
- 第2代日本ライト級ユース王座（防衛0=返上）

## 戦績
- プロボクシング - 10戦10勝0敗0分（8KO）

| 戦           | 日付           | 勝敗 | 時間    | 内容    | 対戦相手                           | 国籍       | 備考                                             |
| ------------ | -------------- | ---- | ------- | ------- | ---------------------------------- | ---------- | ------------------------------------------------ |
| 1            | 2016年5月15日  | 勝利 | 1R 2:31 | TKO     | 池田知也（本田フィットネス）       | 日本       | プロデビュー戦・2016年西部日本ライト級新人王予選 |
| 2            | 2016年6月26日  | 勝利 | 4R 2:03 | TKO     | 松田剛（三松スポーツ）             | 日本       | 2016年西部日本ライト級新人王決勝                 |
| 3            | 2016年9月19日  | 勝利 | 2R 0:35 | TKO     | ミゲル・オカンポ（緑）             | フィリピン | 2016年中日本・西部日本ライト級新人王対抗戦       |
| 4            | 2016年11月6日  | 勝利 | 1R 2:07 | TKO     | 高橋良季（ロマンサジャパン）       | 日本       | 2016年新人王戦ライト級西軍代表決定戦             |
| 5            | 2016年12月23日 | 勝利 | 4R 0:38 | TKO     | 石井龍輝（船橋ドラゴン）           | 日本       | 2016年全日本ライト級新人王決勝戦                 |
| 6            | 2017年4月2日   | 勝利 | 4R 0:40 | KO      | ティエンチャイ・ソーカニットソーン | タイ       |                                                  |
| 7            | 2018年2月4日   | 勝利 | 1R 2:21 | KO      | ワレン・マンブアンガ               | フィリピン |                                                  |
| 8            | 2018年4月15日  | 勝利 | 6R      | 判定3-0 | ロルダン・アルデア                 | フィリピン |                                                  |
| 9            | 2018年8月16日  | 勝利 | 3R 1:31 | TKO     | 脇田将士（堺東ミツキ）             | 日本       |                                                  |
| 10           | 2018年11月10日 | 勝利 | 8R      | 判定2-1 | 利川聖隆（横浜光）                 | 日本       | 日本ライト級ユース王座決定戦                     |
| テンプレート |                |      |         |         |                                    |            |                                                  |